# Campeonato Mundial de Voleibol Masculino Sub-21 de 2017
El XIX Campeonato Mundial de Voleibol Masculino Sub-21 de 2017 se celebró en la República Checa del 23 de junio al 2 de julio de 2017. Fue organizado por la Federación Internacional de Voleibol. El campeonato se jugó en las ciudades de Brno y Ceske Budejovice.

## Proceso de clasificación
| Confederación | Método de Clasificación                                  | Fecha                | Lugar        | Cupos | Equipo                                      |
| ------------- | -------------------------------------------------------- | -------------------- | ------------ | ----- | ------------------------------------------- |
| FIVB          | Sede                                                     | 2 de febrero de 2016 | Lausana      | 1     | República Checa                             |
| NORCECA       | Campeonato NORCECA Sub-21 de 2016                        | 5-10 de julio        | Gatineau     | 1     | Estados Unidos                              |
| AVC           | Campeonato Asiático de Voleibol Masculino Sub-21 de 2016 | 9-17 de julio        | Kaohsiung    | 2     | China Irán                                  |
| CAVB          | Campeonato Africano de Voleibol Masculino Sub-21 de 2016 | 22-23 de septiembre  | Tangier      | 1     | Egipto                                      |
| CSV           | Campeonato Sudamericano Sub-21 de 2016                   | 27-31 de agosto      | Bariloche    | 1     | Argentina                                   |
| FIVB          | Ranking                                                  | enero de 2017        | Lausana      | 6     | Rusia Italia Turquía Canadá Eslovenia Japón |
| NORCECA       | Copa Panamericana de Voleibol Masculino Sub-21 de 2017   | 14-22 de mayo        | Canadá       | 1     | Cuba                                        |
| CSV           | Copa Panamericana de Voleibol Masculino Sub-21 de 2017   | 14-22 de mayo        | Canadá       | 1     | Brasil                                      |
| CEV           | Calificador europeo de Voleibol Masculino Sub-21 de 2017 | 18-21 de mayo        | Varias sedes | 1     | Polonia                                     |
| CEV           | Calificador europeo de Voleibol Masculino Sub-21 de 2017 | 18-21 de mayo        | Varias sedes | 1     | Ucrania                                     |
| Total         | Total                                                    | Total                | Total        | 16    |                                             |

## Organización

### Formato de competición
El torneo se desarrolla dividido en tres rondas.
En la primera ronda las 16 selecciones fueron repartidas en 4 grupos de 4 equipos, en cada grupo se jugó con un sistema de todos contra todos y los equipos fueron clasificados de acuerdo a los siguientes criterios:
1. Partidos ganados.
2. Puntos obtenidos, los cuales son otorgados de la siguiente manera:
  - Partido con resultado final 3-0 o 3-1: 3 puntos al ganador y 0 puntos al perdedor.
  - Partido con resultado final 3-2: 3 puntos al ganador y 1 puntos al perdedor.
3. Proporción entre los sets ganados y los sets perdidos (Sets ratio).
4. Proporción entre los puntos ganados y los puntos perdidos (Puntos ratio).
5. Si el empate en puntos ratio persiste entre dos equipos se le da prioridad al equipo que haya ganado el último partido entre los equipos implicados.
6. Si el empate en puntos ratio es entre tres o más equipos se elabora una nueva clasificación tomando en consideración solo los partidos jugados entre los equipos implicados.

Al finalizar los partidos de la primera ronda y de acuerdo a la ubicación obtenida en su respectivo grupo cada una de las 16 selecciones pasaron a conformar uno de los cuatro grupos de la siguiente ronda. 
En la segunda ronda, los dos primeros lugares de cada grupo en la primera ronda fueron distribuidos en dos grupos (E y F) de cuatro equipos, por otro lado, los dos últimos lugares de cada grupo de la primera fase también fueron distribuidos en dos grupos (G y H) de cuatro equipos. Los cuatro grupos de la segunda ronda se jugaron con el mismo sistema de la fase anterior y los equipos fueron clasificados bajo los mismos criterios.
La distribución de los equipos en los grupos de la segunda ronda fue de la siguiente manera:
- Grupo E: 1.° del grupo A, 2.° del grupo B, 1.° del grupo C y 2.° del grupo D
- Grupo F: 1.° del grupo B, 2.° del grupo A, 1.° del grupo D y 2.° del grupo C
- Grupo G: 3.° del grupo A, 4.° del grupo B, 3.° del grupo C y 4.° del grupo D
- Grupo H: 3.° del grupo B, 4.° del grupo A, 3.° del grupo D y 4.° del grupo C

Al finalizar los partidos de la segunda ronda y de acuerdo a la ubicación obtenida en su respectivo grupo los equipos de los grupos G y H pasaron a disputar los partidos de clasificación del noveno al decimosexto lugar mientras que los equipos de los grupos E y F disputaron los partidos de clasificación del primer al octavo lugar en la siguiente ronda.
En la ronda final los dos últimos lugares de los grupos G y H disputaron los play-offs para definir los puestos 13.° al 16.° y los primeros lugares de ambos grupos para determinar los puestos 9.° al 12°. Los dos últimos lugares de los grupos E y F disputaron los play-offs para definir los puestos 5.° al 8.°, finalmente, los primeros dos lugares de los grupos E y F definieron los puestos 1.° al 4.° mediante play-offs consistentes en semifinales con los perdedores jugado el partido por el tercer lugar y los ganadores disputando la final, partido en el cual se determina al campeón del torneo.
Todos los play-offs de clasificación se jugaron bajo el mismo sistema usado en la definición de los primeros cuatro puestos.

## Equipos participantes
Dieciséis asociaciones nacionales de voleibol afiliadas a la FIVB representadas por sus selecciones categoría sub-21 participarán en el torneo.
| CAVB      | AVC   | CEV             | CEV     | NORCECA        | CSV       |
| --------- | ----- | --------------- | ------- | -------------- | --------- |
| Egipto    | China | Italia          | Rusia   | Canadá         | Argentina |
| Marruecos | Irán  | Polonia         | Turquía | Cuba           | Brasil    |
|           | Japón | República Checa | Ucrania | Estados Unidos |           |

### Conformación de los grupos
El sorteo se llevó a cabo en Brno, República Checa, el 31 de mayo de 2017. República Checa como país anfitrión se colocó en la primera posición del grupo A, y los siete mejores equipos del ranking mundial de enero de 2017 fueron cabeza de serie en sistema serpentina en las dos primeras filas. Los ocho equipos restantes fueron colocados en las siguientes dos filas. Los números entre paréntesis indican el ranking mundial.
| Grupo A                                                                | Grupo B                                            | Grupo C                                         | Grupo D                                     |
| ---------------------------------------------------------------------- | -------------------------------------------------- | ----------------------------------------------- | ------------------------------------------- |
| República Checa (Anfitrión) (35) Polonia (7) Canadá (8) Marruecos (15) | Rusia (1) Turquía (6) Estados Unidos (9) Cuba (13) | Argentina (2) Italia (5) Irán (11) Ucrania (15) | China (3) Brasil (4) Egipto (11) Japón (14) |

## Resultados

### Primera ronda
– Clasificado a la Segunda ronda-Grupo E.      – Clasificado a la Segunda ronda-Grupo F.      – Clasificado a la Segunda ronda-Grupo G.      – Clasificado a la Segunda ronda-Grupo H.

#### Grupo A
- Sede: DRFG Arena, Brno.

| Pos. | Equipo          | Partidos | Partidos | Partidos | Pts. | Sets | Sets | Sets  | Puntos | Puntos | Puntos |
| Pos. | Equipo          | PJ       | PG       | PP       | Pts. | SG   | SP   | Ratio | PG     | PP     | Ratio  |
| ---- | --------------- | -------- | -------- | -------- | ---- | ---- | ---- | ----- | ------ | ------ | ------ |
| 1    | Polonia         | 3        | 3        | 0        | 9    | 9    | 0    | MAX   | 235    | 174    | 1.350  |
| 2    | Canadá          | 3        | 2        | 1        | 5    | 6    | 5    | 1.200 | 248    | 245    | 1.012  |
| 3    | República Checa | 3        | 1        | 2        | 4    | 5    | 6    | 0.833 | 240    | 235    | 1.021  |
| 4    | Marruecos       | 3        | 0        | 3        | 0    | 0    | 9    | 0.000 | 156    | 225    | 0.693  |

| Fecha       | Hora  | Equipo 1        | Res.  | Equipo 2  | Set 1 | Set 2 | Set 3 | Set 4 | Set 5 | Total     | Reporte |
| ----------- | ----- | --------------- | ----- | --------- | ----- | ----- | ----- | ----- | ----- | --------- | ------- |
| 23 de junio | 12:30 | Polonia         | 3 – 0 | Marruecos | 25-9  | 25-15 | 25-15 |       |       | 75 – 39   | P2 P3   |
| 23 de junio | 17:30 | República Checa | 2 – 3 | Canadá    | 22-25 | 25-13 | 25-23 | 18-25 | 12-15 | 102 – 101 | P2 P3   |
| 24 de junio | 12:30 | Canadá          | 3 – 0 | Marruecos | 25-23 | 25-16 | 25-23 |       |       | 75 – 62   | P2 P3   |
| 24 de junio | 17:30 | República Checa | 0 – 3 | Polonia   | 27-29 | 23-25 | 13-25 |       |       | 63 – 79   | P2 P3   |
| 25 de junio | 12:30 | Polonia         | 3 – 0 | Canadá    | 31-29 | 25-23 | 25-20 |       |       | 81 – 72   | P2 P3   |
| 25 de junio | 17:30 | República Checa | 3 – 0 | Marruecos | 25-16 | 25-21 | 25-18 |       |       | 75 – 55   | P2 P3   |

#### Grupo B
- Sede: DRFG Arena, Brno.

| Pos. | Equipo         | Partidos | Partidos | Partidos | Pts. | Sets | Sets | Sets  | Puntos | Puntos | Puntos |
| Pos. | Equipo         | PJ       | PG       | PP       | Pts. | SG   | SP   | Ratio | PG     | PP     | Ratio  |
| ---- | -------------- | -------- | -------- | -------- | ---- | ---- | ---- | ----- | ------ | ------ | ------ |
| 1    | Rusia          | 3        | 3        | 0        | 9    | 9    | 0    | MAX   | 232    | 181    | 1.281  |
| 2    | Cuba           | 3        | 2        | 1        | 5    | 6    | 5    | 1.200 | 246    | 242    | 1.016  |
| 3    | Turquía        | 3        | 1        | 2        | 4    | 5    | 6    | 0.833 | 235    | 246    | 0.955  |
| 4    | Estados Unidos | 3        | 0        | 3        | 0    | 0    | 9    | 0.000 | 186    | 230    | 0.808  |

| Fecha       | Hora  | Equipo 1       | Res.  | Equipo 2       | Set 1 | Set 2 | Set 3 | Set 4 | Set 5 | Total    | Reporte |
| ----------- | ----- | -------------- | ----- | -------------- | ----- | ----- | ----- | ----- | ----- | -------- | ------- |
| 23 de junio | 15:00 | Rusia          | 3 – 0 | Cuba           | 32-30 | 25-17 | 25-14 |       |       | 82 – 61  | P2 P3   |
| 23 de junio | 20:00 | Turquía        | 3 – 0 | Estados Unidos | 25-19 | 25-14 | 30-28 |       |       | 80 – 61  | P2 P3   |
| 24 de junio | 15:00 | Estados Unidos | 0 – 3 | Cuba           | 23-25 | 19-25 | 20-25 |       |       | 62 – 75  | P2 P3   |
| 24 de junio | 20:00 | Rusia          | 3 – 0 | Turquía        | 25-19 | 25-20 | 25-18 |       |       | 75 – 57  | P2 P3   |
| 25 de junio | 15:00 | Turquía        | 2 – 3 | Cuba           | 21-25 | 25-23 | 25-22 | 20-25 | 7-15  | 98 – 110 | P2 P3   |
| 25 de junio | 20:00 | Rusia          | 3 – 0 | Estados Unidos | 25-20 | 25-21 | 25-22 |       |       | 75 – 63  | P2 P3   |

#### Grupo C
- Sede: Budvar Arena, České Budějovice.

| Pos. | Equipo    | Partidos | Partidos | Partidos | Pts. | Sets | Sets | Sets  | Puntos | Puntos | Puntos |
| Pos. | Equipo    | PJ       | PG       | PP       | Pts. | SG   | SP   | Ratio | PG     | PP     | Ratio  |
| ---- | --------- | -------- | -------- | -------- | ---- | ---- | ---- | ----- | ------ | ------ | ------ |
| 1    | Irán      | 3        | 3        | 0        | 7    | 9    | 4    | 2.250 | 289    | 268    | 1.078  |
| 2    | Argentina | 3        | 2        | 1        | 7    | 8    | 4    | 2.000 | 274    | 258    | 1.062  |
| 3    | Italia    | 3        | 1        | 2        | 2    | 4    | 8    | 0.500 | 260    | 264    | 0.984  |
| 4    | Ucrania   | 3        | 0        | 3        | 2    | 4    | 9    | 0.444 | 253    | 286    | 0.884  |

| Fecha       | Hora  | Equipo 1  | Res.  | Equipo 2 | Set 1 | Set 2 | Set 3 | Set 4 | Set 5 | Total     | Reporte |
| ----------- | ----- | --------- | ----- | -------- | ----- | ----- | ----- | ----- | ----- | --------- | ------- |
| 23 de junio | 12:30 | Argentina | 3 – 0 | Ucrania  | 25-21 | 25-16 | 25-20 |       |       | 75 – 57   | P2 P3   |
| 23 de junio | 17:30 | Italia    | 0 – 3 | Irán     | 22-25 | 19-25 | 21-25 |       |       | 62 – 75   | P2 P3   |
| 24 de junio | 12:30 | Irán      | 3 – 2 | Ucrania  | 25-19 | 25-21 | 23-25 | 20-25 | 15-13 | 108 – 103 | P2 P3   |
| 24 de junio | 17:30 | Argentina | 3 – 1 | Italia   | 32-30 | 25-19 | 14-25 | 25-21 |       | 96 – 95   | P2 P3   |
| 25 de junio | 12:30 | Italia    | 3 – 2 | Ucrania  | 25-22 | 15-25 | 23-25 | 25-13 | 15-8  | 103 – 93  | P2 P3   |
| 25 de junio | 17:30 | Argentina | 2 – 3 | Irán     | 21-25 | 20-25 | 25-23 | 25-18 | 12-15 | 103 – 106 | P2 P3   |

#### Grupo D
- Sede: Budvar Arena, České Budějovice.

| Pos. | Equipo | Partidos | Partidos | Partidos | Pts. | Sets | Sets | Sets  | Puntos | Puntos | Puntos |
| Pos. | Equipo | PJ       | PG       | PP       | Pts. | SG   | SP   | Ratio | PG     | PP     | Ratio  |
| ---- | ------ | -------- | -------- | -------- | ---- | ---- | ---- | ----- | ------ | ------ | ------ |
| 1    | Brasil | 3        | 3        | 0        | 9    | 9    | 0    | MAX   | 225    | 173    | 1.300  |
| 2    | China  | 3        | 2        | 1        | 6    | 6    | 5    | 1.200 | 247    | 231    | 1.069  |
| 3    | Japón  | 3        | 1        | 2        | 3    | 4    | 7    | 0.571 | 244    | 263    | 0.927  |
| 4    | Egipto | 3        | 0        | 3        | 0    | 2    | 9    | 0.222 | 218    | 267    | 0.816  |

| Fecha       | Hora  | Equipo 1 | Res.  | Equipo 2 | Set 1 | Set 2 | Set 3 | Set 4 | Set 5 | Total   | Reporte |
| ----------- | ----- | -------- | ----- | -------- | ----- | ----- | ----- | ----- | ----- | ------- | ------- |
| 23 de junio | 15:00 | China    | 3 – 1 | Japón    | 25-21 | 25-23 | 22-25 | 25-16 |       | 97 – 85 | P2 P3   |
| 23 de junio | 20:00 | Brasil   | 3 – 0 | Egipto   | 25-20 | 25-18 | 25-18 |       |       | 75 – 56 | P2 P3   |
| 24 de junio | 15:00 | Egipto   | 1 – 3 | Japón    | 17-25 | 25-17 | 26-28 | 23-25 |       | 91 – 95 | P2 P3   |
| 24 de junio | 20:00 | China    | 0 – 3 | Brasil   | 16-25 | 21-25 | 16-25 |       |       | 53 – 75 | P2 P3   |
| 25 de junio | 15:00 | Brasil   | 3 – 0 | Japón    | 25-23 | 25-20 | 25-21 |       |       | 75 – 64 | P2 P3   |
| 25 de junio | 20:00 | China    | 3 – 1 | Egipto   | 25-15 | 22-25 | 25-18 | 25-13 |       | 97 – 71 | P2 P3   |

### Segunda ronda
– Clasificados a las Semifinales.      – Clasificados a las Semifinales 5.° al 8.° puesto.      – Clasificados a las Semifinales 9.° al 12.° puesto.      – Clasificados a las Semifinales 13.° al 16.° puesto.

#### Grupo E
- Sede: DRFG Arena, Brno.

| Pos. | Equipo  | Partidos | Partidos | Partidos | Pts. | Sets | Sets | Sets  | Puntos | Puntos | Puntos |
| Pos. | Equipo  | PJ       | PG       | PP       | Pts. | SG   | SP   | Ratio | PG     | PP     | Ratio  |
| ---- | ------- | -------- | -------- | -------- | ---- | ---- | ---- | ----- | ------ | ------ | ------ |
| 1    | Polonia | 3        | 3        | 0        | 7    | 9    | 4    | 2.250 | 293    | 254    | 1.153  |
| 2    | Cuba    | 3        | 2        | 1        | 5    | 6    | 6    | 1.000 | 257    | 273    | 0.941  |
| 3    | Irán    | 3        | 1        | 2        | 4    | 7    | 8    | 0.875 | 318    | 310    | 1.025  |
| 4    | China   | 3        | 0        | 3        | 2    | 5    | 9    | 0.555 | 285    | 316    | 0.901  |

| Fecha       | Hora  | Equipo 1 | Res.  | Equipo 2 | Set 1 | Set 2 | Set 3 | Set 4 | Set 5 | Total     | Reporte |
| ----------- | ----- | -------- | ----- | -------- | ----- | ----- | ----- | ----- | ----- | --------- | ------- |
| 27 de junio | 12:30 | Polonia  | 3 – 2 | China    | 25-13 | 18-25 | 23-25 | 25-18 | 15-8  | 106 – 89  | P2 P3   |
| 27 de junio | 17:30 | Cuba     | 3 – 2 | Irán     | 25-22 | 25-23 | 19-25 | 13-25 | 15-8  | 97 – 103  | P2 P3   |
| 28 de junio | 12:30 | Irán     | 3 – 2 | China    | 25-17 | 23-25 | 26-24 | 20-25 | 15-10 | 109 – 101 | P2 P3   |
| 28 de junio | 17:30 | Polonia  | 3 – 0 | Cuba     | 25-17 | 25-22 | 25-20 |       |       | 75 – 59   | P2 P3   |
| 29 de junio | 12:30 | Cuba     | 3 – 1 | China    | 25-21 | 25-23 | 24-26 | 27-25 |       | 101 – 95  | P2 P3   |
| 29 de junio | 17:30 | Polonia  | 3 – 2 | Irán     | 27-29 | 25-21 | 20-25 | 25-20 | 15-11 | 112 – 106 | P2 P3   |

#### Grupo F
- Sede: DRFG Arena, Brno.

| Pos. | Equipo    | Partidos | Partidos | Partidos | Pts. | Sets | Sets | Sets  | Puntos | Puntos | Puntos |
| Pos. | Equipo    | PJ       | PG       | PP       | Pts. | SG   | SP   | Ratio | PG     | PP     | Ratio  |
| ---- | --------- | -------- | -------- | -------- | ---- | ---- | ---- | ----- | ------ | ------ | ------ |
| 1    | Rusia     | 3        | 3        | 0        | 8    | 9    | 4    | 2.250 | 317    | 286    | 1.108  |
| 2    | Brasil    | 3        | 2        | 1        | 7    | 8    | 4    | 2.000 | 282    | 257    | 1.097  |
| 3    | Canadá    | 3        | 1        | 2        | 2    | 5    | 8    | 0.625 | 275    | 302    | 0.910  |
| 4    | Argentina | 3        | 0        | 3        | 1    | 3    | 9    | 0.333 | 257    | 286    | 0.898  |

| Fecha       | Hora  | Equipo 1 | Res.  | Equipo 2  | Set 1 | Set 2 | Set 3 | Set 4 | Set 5 | Total     | Reporte |
| ----------- | ----- | -------- | ----- | --------- | ----- | ----- | ----- | ----- | ----- | --------- | ------- |
| 27 de junio | 15:00 | Rusia    | 3 – 1 | Argentina | 25-23 | 25-15 | 27-29 | 25-19 |       | 102 – 86  | P2 P3   |
| 27 de junio | 20:00 | Canadá   | 1 – 3 | Brasil    | 15-25 | 25-19 | 23-25 | 16-25 |       | 79 – 94   | P2 P3   |
| 28 de junio | 15:00 | Brasil   | 3 – 0 | Argentina | 25-20 | 25-23 | 25-23 |       |       | 75 – 66   | P2 P3   |
| 28 de junio | 20:00 | Rusia    | 3 – 1 | Canadá    | 28-26 | 25-27 | 25-21 | 25-13 |       | 103 – 87  | P2 P3   |
| 29 de junio | 15:00 | Canadá   | 3 – 2 | Argentina | 23-25 | 21-25 | 25-22 | 25-22 | 15-11 | 109 – 105 | P2 P3   |
| 29 de junio | 20:00 | Rusia    | 3 – 2 | Brasil    | 25-20 | 21-25 | 30-28 | 19-25 | 17-15 | 112 – 113 | P2 P3   |

#### Grupo G
- Sede: Budvar Arena, České Budějovice.

| Pos. | Equipo          | Partidos | Partidos | Partidos | Pts. | Sets | Sets | Sets  | Puntos | Puntos | Puntos |
| Pos. | Equipo          | PJ       | PG       | PP       | Pts. | SG   | SP   | Ratio | PG     | PP     | Ratio  |
| ---- | --------------- | -------- | -------- | -------- | ---- | ---- | ---- | ----- | ------ | ------ | ------ |
| 1    | Italia          | 3        | 3        | 0        | 8    | 9    | 2    | 4.500 | 265    | 226    | 1.172  |
| 2    | Egipto          | 3        | 2        | 1        | 6    | 6    | 4    | 1.500 | 234    | 224    | 1.044  |
| 3    | Estados Unidos  | 3        | 1        | 2        | 2    | 4    | 8    | 0.500 | 261    | 272    | 0.959  |
| 4    | República Checa | 3        | 0        | 3        | 2    | 4    | 9    | 0.444 | 261    | 299    | 0.872  |

| Fecha       | Hora  | Equipo 1        | Res.  | Equipo 2       | Set 1 | Set 2 | Set 3 | Set 4 | Set 5 | Total    | Reporte |
| ----------- | ----- | --------------- | ----- | -------------- | ----- | ----- | ----- | ----- | ----- | -------- | ------- |
| 27 de junio | 12:30 | Estados Unidos  | 0 – 3 | Italia         | 23-25 | 21-25 | 23-25 |       |       | 67 – 75  | P2 P3   |
| 27 de junio | 17:30 | República Checa | 0 – 3 | Egipto         | 19-25 | 23-25 | 22-25 |       |       | 64 – 75  | P2 P3   |
| 28 de junio | 12:30 | Italia          | 3 – 0 | Egipto         | 26-24 | 25-20 | 25-17 |       |       | 76 – 61  | P2 P3   |
| 28 de junio | 17:30 | República Checa | 2 – 3 | Estados Unidos | 23-25 | 26-24 | 25-21 | 18-25 | 7-15  | 99 – 110 | P2 P3   |
| 29 de junio | 12:30 | Estados Unidos  | 1 – 3 | Egipto         | 22-25 | 25-23 | 18-25 | 19-25 |       | 84 – 98  | P2 P3   |
| 29 de junio | 17:30 | República Checa | 2 – 3 | Italia         | 25-23 | 14-25 | 25-23 | 18-25 | 16-18 | 98 – 114 | P2 P3   |

#### Grupo H
- Sede: Budvar Arena, České Budějovice.

| Pos. | Equipo    | Partidos | Partidos | Partidos | Pts. | Sets | Sets | Sets  | Puntos | Puntos | Puntos |
| Pos. | Equipo    | PJ       | PG       | PP       | Pts. | SG   | SP   | Ratio | PG     | PP     | Ratio  |
| ---- | --------- | -------- | -------- | -------- | ---- | ---- | ---- | ----- | ------ | ------ | ------ |
| 1    | Turquía   | 3        | 2        | 1        | 6    | 7    | 4    | 1.750 | 257    | 242    | 1.061  |
| 2    | Ucrania   | 3        | 2        | 1        | 6    | 7    | 4    | 1.750 | 256    | 244    | 1.049  |
| 3    | Japón     | 3        | 2        | 1        | 6    | 7    | 5    | 1.400 | 279    | 272    | 1.025  |
| 4    | Marruecos | 3        | 0        | 3        | 0    | 1    | 9    | 0.111 | 213    | 247    | 0.862  |

| Fecha       | Hora  | Equipo 1  | Res.  | Equipo 2  | Set 1 | Set 2 | Set 3 | Set 4 | Set 5 | Total   | Reporte |
| ----------- | ----- | --------- | ----- | --------- | ----- | ----- | ----- | ----- | ----- | ------- | ------- |
| 27 de junio | 15:00 | Turquía   | 3 – 1 | Ucrania   | 19-25 | 25-20 | 25-17 | 25-20 |       | 94 – 82 | P2 P3   |
| 27 de junio | 20:00 | Marruecos | 1 – 3 | Japón     | 19-25 | 20-25 | 25-22 | 21-25 |       | 85 – 97 | P2 P3   |
| 28 de junio | 15:00 | Japón     | 1 – 3 | Ucrania   | 23-25 | 14-25 | 26-24 | 21-25 |       | 84 – 99 | P2 P3   |
| 28 de junio | 20:00 | Turquía   | 3 – 0 | Marruecos | 25-21 | 25-23 | 25-18 |       |       | 75 – 62 | P2 P3   |
| 29 de junio | 15:00 | Marruecos | 0 – 3 | Ucrania   | 21-25 | 22-25 | 23-25 |       |       | 66 – 75 | P2 P3   |
| 29 de junio | 20:00 | Turquía   | 1 – 3 | Japón     | 21-25 | 22-25 | 25-23 | 20-25 |       | 88 – 98 | P2 P3   |

### Ronda final

#### Clasificación 13.º al 16.º puesto
- Sede: Budvar Arena, České Budějovice.

|  | Semifinales 13.º al 16.º puesto | Semifinales 13.º al 16.º puesto |   |           | Partido 13.º y 14.º puesto | Partido 13.º y 14.º puesto |  |
|  |                                 |                                 |   |           |                            |                            |  |
|  |                                 |                                 |   |           |                            |                            |  |
|  | Estados Unidos                  | 3                               |   |           |                            |                            |  |
|  | Marruecos                       | 0                               |   |           |                            |                            |  |
|  |                                 |                                 |   |           |                            |                            |  |
|  |                                 |                                 |   |           |                            |                            |  |
|  |                                 |                                 |   |           | Estados Unidos             | 1                          |  |
|  |                                 | Japón                           | 3 |           |                            |                            |  |
|  |                                 |                                 |   |           |                            |                            |  |
|  |                                 |                                 |   |           |                            |                            |  |
|  |                                 |                                 |   |           | Partido 15.º y 16.º puesto |                            |  |
|  |                                 |                                 |   |           |                            |                            |  |
|  | Japón                           | 3                               |   | Marruecos | 1                          |                            |  |
|  | República Checa                 | 2                               |   |           | República Checa            | 3                          |  |

##### Semifinales 13.º al 16.º puesto
| Fecha      | Hora  | Equipo 1       | Res.  | Equipo 2        | Set 1 | Set 2 | Set 3 | Set 4 | Set 5 | Total    | Reporte |
| ---------- | ----- | -------------- | ----- | --------------- | ----- | ----- | ----- | ----- | ----- | -------- | ------- |
| 1 de julio | 12:30 | Estados Unidos | 3 – 0 | Marruecos       | 25-18 | 25-23 | 25-21 |       |       | 75 – 62  | P2 P3   |
| 1 de julio | 15:00 | Japón          | 3 – 2 | República Checa | 22-25 | 20-25 | 25-21 | 25-15 | 15-13 | 107 – 99 | P2 P3   |

##### Partido por el 15.º y 16.º puesto
| Fecha      | Hora  | Equipo 1  | Res.  | Equipo 2        | Set 1 | Set 2 | Set 3 | Set 4 | Set 5 | Total   | Reporte |
| ---------- | ----- | --------- | ----- | --------------- | ----- | ----- | ----- | ----- | ----- | ------- | ------- |
| 2 de julio | 10:00 | Marruecos | 1 – 3 | República Checa | 25-19 | 23-25 | 19-25 | 20-25 |       | 87 – 94 | P2 P3   |

##### Partido por el 13.º y 14.º puesto
| Fecha      | Hora  | Equipo 1       | Res.  | Equipo 2 | Set 1 | Set 2 | Set 3 | Set 4 | Set 5 | Total   | Reporte |
| ---------- | ----- | -------------- | ----- | -------- | ----- | ----- | ----- | ----- | ----- | ------- | ------- |
| 2 de julio | 12:30 | Estados Unidos | 1 – 3 | Japón    | 25-23 | 23-25 | 15-25 | 20-25 |       | 83 – 98 | P2 P3   |

#### Clasificación 9.º al 12.º puesto
- Sede: Budvar Arena, České Budějovice.

|  | Semifinales 9.º al 12.º puesto | Semifinales 9.º al 12.º puesto |   |         | Partido 9.º y 10.º puesto  | Partido 9.º y 10.º puesto |  |
|  |                                |                                |   |         |                            |                           |  |
|  |                                |                                |   |         |                            |                           |  |
|  | Italia                         | 3                              |   |         |                            |                           |  |
|  | Ucrania                        | 0                              |   |         |                            |                           |  |
|  |                                |                                |   |         |                            |                           |  |
|  |                                |                                |   |         |                            |                           |  |
|  |                                |                                |   |         | Italia                     | 3                         |  |
|  |                                | Turquía                        | 0 |         |                            |                           |  |
|  |                                |                                |   |         |                            |                           |  |
|  |                                |                                |   |         |                            |                           |  |
|  |                                |                                |   |         | Partido 11.º y 12.º puesto |                           |  |
|  |                                |                                |   |         |                            |                           |  |
|  | Turquía                        | 3                              |   | Ucrania | 3                          |                           |  |
|  | Egipto                         | 1                              |   |         | Egipto                     | 2                         |  |

##### Semifinales 9.º al 12.º puesto
| Fecha      | Hora  | Equipo 1 | Res.  | Equipo 2 | Set 1 | Set 2 | Set 3 | Set 4 | Set 5 | Total     | Reporte |
| ---------- | ----- | -------- | ----- | -------- | ----- | ----- | ----- | ----- | ----- | --------- | ------- |
| 1 de julio | 17:30 | Turquía  | 3 – 1 | Egipto   | 25-21 | 20-25 | 28-26 | 31-29 |       | 104 – 101 | P2 P3   |
| 1 de julio | 20:00 | Italia   | 3 – 0 | Ucrania  | 25-18 | 25-14 | 25-18 |       |       | 75 – 50   | P2 P3   |

##### Partido por el 11.º y 12.º puesto
| Fecha      | Hora  | Equipo 1 | Res.  | Equipo 2 | Set 1 | Set 2 | Set 3 | Set 4 | Set 5 | Total     | Reporte |
| ---------- | ----- | -------- | ----- | -------- | ----- | ----- | ----- | ----- | ----- | --------- | ------- |
| 2 de julio | 15:00 | Egipto   | 2 – 3 | Ucrania  | 24-26 | 22-25 | 25-22 | 25-21 | 11-15 | 107 – 109 | P2 P3   |

##### Partido por el 9.º y 10.º puesto
| Fecha      | Hora  | Equipo 1 | Res.  | Equipo 2 | Set 1 | Set 2 | Set 3 | Set 4 | Set 5 | Total   | Reporte |
| ---------- | ----- | -------- | ----- | -------- | ----- | ----- | ----- | ----- | ----- | ------- | ------- |
| 2 de julio | 17:30 | Turquía  | 0 – 3 | Italia   | 23-25 | 20-25 | 19-25 |       |       | 62 – 75 | P2 P3   |

#### Clasificación 5.º al 8.º puesto
- Sede: DRFG Arena, Brno.

|  | Semifinales 5.º al 8.º puesto | Semifinales 5.º al 8.º puesto |   |           | Partido 5.º y 6.º puesto | Partido 5.º y 6.º puesto |  |
|  |                               |                               |   |           |                          |                          |  |
|  |                               |                               |   |           |                          |                          |  |
|  | Irán                          | 3                             |   |           |                          |                          |  |
|  | Argentina                     | 2                             |   |           |                          |                          |  |
|  |                               |                               |   |           |                          |                          |  |
|  |                               |                               |   |           |                          |                          |  |
|  |                               |                               |   |           | Irán                     | 3                        |  |
|  |                               | China                         | 0 |           |                          |                          |  |
|  |                               |                               |   |           |                          |                          |  |
|  |                               |                               |   |           |                          |                          |  |
|  |                               |                               |   |           | Partido 7.º y 8.º puesto |                          |  |
|  |                               |                               |   |           |                          |                          |  |
|  | Canadá                        | 2                             |   | Argentina | 3                        |                          |  |
|  | China                         | 3                             |   |           | Canadá                   | 2                        |  |

##### Semifinales 5.º al 8.º puesto
| Fecha      | Hora  | Equipo 1 | Res.  | Equipo 2  | Set 1 | Set 2 | Set 3 | Set 4 | Set 5 | Total     | Reporte |
| ---------- | ----- | -------- | ----- | --------- | ----- | ----- | ----- | ----- | ----- | --------- | ------- |
| 1 de julio | 12:30 | Irán     | 3 – 2 | Argentina | 25-23 | 15-25 | 18-25 | 25-22 | 15-10 | 98 – 105  | P2 P3   |
| 1 de julio | 15:00 | Canadá   | 2 – 3 | China     | 27-25 | 24-26 | 25-21 | 26-28 | 9-15  | 111 – 115 | P2 P3   |

##### Partido por el 7.º y 8.º puesto
| Fecha      | Hora  | Equipo 1  | Res.  | Equipo 2 | Set 1 | Set 2 | Set 3 | Set 4 | Set 5 | Total     | Reporte |
| ---------- | ----- | --------- | ----- | -------- | ----- | ----- | ----- | ----- | ----- | --------- | ------- |
| 2 de julio | 11:00 | Argentina | 3 – 2 | Canadá   | 22-25 | 30-28 | 25-20 | 20-25 | 15-11 | 112 – 109 | P2 P3   |

##### Partido por el 5.º y 6.º puesto
| Fecha      | Hora  | Equipo 1 | Res.  | Equipo 2 | Set 1 | Set 2 | Set 3 | Set 4 | Set 5 | Total   | Reporte |
| ---------- | ----- | -------- | ----- | -------- | ----- | ----- | ----- | ----- | ----- | ------- | ------- |
| 2 de julio | 13:30 | Irán     | 3 – 0 | China    | 25-19 | 25-20 | 25-21 |       |       | 75 – 60 | P2 P3   |

#### Clasificación1.eral 4.º puesto
- Sede: DRFG Arena, Brno.

|  | Semifinales | Semifinales |   |        | Final                     | Final |  |
|  |             |             |   |        |                           |       |  |
|  |             |             |   |        |                           |       |  |
|  | Polonia     | 3           |   |        |                           |       |  |
|  | Brasil      | 2           |   |        |                           |       |  |
|  |             |             |   |        |                           |       |  |
|  |             |             |   |        |                           |       |  |
|  |             |             |   |        | Polonia                   | 3     |  |
|  |             | Cuba        | 0 |        |                           |       |  |
|  |             |             |   |        |                           |       |  |
|  |             |             |   |        |                           |       |  |
|  |             |             |   |        | Partido 3.er y 4.º puesto |       |  |
|  |             |             |   |        |                           |       |  |
|  | Rusia       | 1           |   | Brasil | 0                         |       |  |
|  | Cuba        | 3           |   |        | Rusia                     | 3     |  |

##### Semifinales
| Fecha      | Hora  | Equipo 1 | Res.  | Equipo 2 | Set 1 | Set 2 | Set 3 | Set 4 | Set 5 | Total     | Reporte |
| ---------- | ----- | -------- | ----- | -------- | ----- | ----- | ----- | ----- | ----- | --------- | ------- |
| 1 de julio | 17:30 | Rusia    | 1 – 3 | Cuba     | 15-25 | 18-25 | 25-16 | 23-25 |       | 81 – 91   | P2 P3   |
| 1 de julio | 20:00 | Polonia  | 3 – 2 | Brasil   | 25-21 | 25-19 | 21-23 | 23-25 | 15-12 | 109 – 100 | P2 P3   |

##### Partido por el3.ery 4.º puesto
| Fecha      | Hora  | Equipo 1 | Res.  | Equipo 2 | Set 1 | Set 2 | Set 3 | Set 4 | Set 5 | Total   | Reporte |
| ---------- | ----- | -------- | ----- | -------- | ----- | ----- | ----- | ----- | ----- | ------- | ------- |
| 2 de julio | 16:00 | Rusia    | 3 – 0 | Brasil   | 25-16 | 25-16 | 25-19 |       |       | 75 – 51 | P2 P3   |

##### Final
| Fecha      | Hora  | Equipo 1 | Res.  | Equipo 2 | Set 1 | Set 2 | Set 3 | Set 4 | Set 5 | Total   | Reporte |
| ---------- | ----- | -------- | ----- | -------- | ----- | ----- | ----- | ----- | ----- | ------- | ------- |
| 2 de julio | 18:30 | Cuba     | 0 – 3 | Polonia  | 20-25 | 10-25 | 19-25 |       |       | 49 – 75 | P2 P3   |

## Medallero
| Bandera de Polonia |
| Campeón            |
| Polonia 3º título  |

| Bandera de Cuba |
| Sub-Campeón     |
| Cuba            |

| Bandera de Rusia |
| 3º Lugar         |
| Rusia            |

## Clasificación General
| Pos | Equipo          |
| --- | --------------- |
|     | Polonia         |
|     | Cuba            |
|     | Rusia           |
| 4   | Brasil          |
| 5   | Irán            |
| 6   | China           |
| 7   | Argentina       |
| 8   | Canadá          |
| 9   | Italia          |
| 10  | Turquía         |
| 11  | Ucrania         |
| 12  | Egipto          |
| 13  | Japón           |
| 14  | Estados Unidos  |
| 15  | República Checa |
| 16  | Marruecos       |

| Polonia Campeón |
| Plantel |
| Bartosz Kwolek, Jakub Kochanowski (C), Łukasz Kozub, Jakub Ziobrowski, Norbert Huber, Tomasz Fornal, Mateusz Masłowski, Damian Domagała, Szymon Jakubiszak, Radosław Gil, Jędrzej Gruszczyński, Jarosław Mucha |
| Entrenador |
| Sebastian Pawlik |

## Premios
| - Jugador más valioso - Jakub Kochanowski (POL) - Mejor Punta - Bartosz Kwolek (POL) - Anton Semyshev (RUS) - Mejor Opuesto - Miguel Gutiérrez Suárez (CUB) | - Mejor Armador - Łukasz Kozub (POL) - Mejor Central - Aleksei Kononov (RUS) - José Masso (CUB) - Mejor Líbero - Maique Reis Nascimento (BRA) |